# Ivans Klementjevs
Ivans Klementjevs, né le 18 novembre 1960 à Jēkabpils, est un céiste soviétique puis letton, champion olympique et sept fois champion du monde de sa discipline. Il pratique la course en ligne. Après sa carrière sportive, Klementjevs rentre dans la politique

## Palmarès

### Jeux olympiques
Klementjevs participe aux Jeux olympiques à trois reprises, gagnant à chaque fois une médaille.
- Jeux olympiques de 1988 à Séoul :
  -  Médaille d'or en C-1 1 000 m.

- Jeux olympiques de 1992 à Barcelone :
  -  Médaille d'argent en C-1 1 000 m.

- Jeux olympiques de 1996 à Atlanta :
  -  Médaille d'argent en C-1 1 000 m.

### Championnats du monde
Un total de treize médailles est remporté par Ivans Klementjevs lors des Championnats du monde de course en ligne, dont sept en or.
- Championnats du monde de course en ligne (canoë-kayak) 1983 à Tampere :
  -  Médaille d'argent en C-2 500 m.

- Championnats du monde de course en ligne (canoë-kayak) 1985 à Malines :
  -  Médaille d'or en C-1 1 000 m.

- Championnats du monde de course en ligne (canoë-kayak) 1986 à Montréal :
  -  Médaille d'argent en C-1 1 000 m.

- Championnats du monde de course en ligne (canoë-kayak) 1987 à Duisbourg :
  -  Médaille de bronze en C-1 1 000 m.

- Championnats du monde de course en ligne (canoë-kayak) 1989 à Plovdiv :
  -  Médaille d'or en C-1 1 000 m.
  -  Médaille d'or en C-1 10 000 m.

- Championnats du monde de course en ligne (canoë-kayak) 1990 à Poznań :
  -  Médaille d'or en C-1 1 000 m.
  -  Médaille de bronze en C-1 10 000 m.

- Championnats du monde de course en ligne (canoë-kayak) 1991 à Paris :
  -  Médaille d'or en C-1 1 000 m.
  -  Médaille d'argent en C-1 10 000 m.

- Championnats du monde de course en ligne (canoë-kayak) 1993 à Copenhague :
  -  Médaille d'or en C-1 1 000 m.

- Championnats du monde de course en ligne (canoë-kayak) 1994 à Mexico :
  -  Médaille d'or en C-1 1 000 m.

- Championnats du monde de course en ligne (canoë-kayak) 1995 à Duisbourg :
  -  Médaille de bronze en C-1 1 000 m.